# Communauté de communes du Pays de Saint-Flour Margeride
Die Communauté de communes du Pays de Saint-Flour Margeride ist ein ehemaliger französischer Gemeindeverband in der Rechtsform einer Communauté de communes im Département Cantal in der Region Auvergne-Rhône-Alpes. Der Verwaltungssitz war im Ort Saint-Flour.

## Historische Entwicklung
Mit Wirkung vom 1. Januar 2017 fusionierte der Gemeindeverband mit
- Communauté de communes Caldaguès Aubrac
- Communauté de communes de la Planèze sowie
- Communauté de communes du Pays de Pierrefort-Neuvéglise

und bildete so die Nachfolgeorganisation Communauté de communes des Pays de Caldaguès-Aubrac, Pierrefort-Neuvéglise, Planèze, Saint-Flour Margeride. Die Gemeinden Lavastrie und Sériers schlossen sich zeitgleich mit anderen Gemeinden zur Commune nouvelle Neuvéglise-sur-Truyère zusammen.

## Ehemalige Mitgliedsgemeinden
Die Mitgliedsgemeinden waren:
1. Alleuze
2. Anglards-de-Saint-Flour
3. Chaliers
4. Clavières
5. Coren
6. Cussac
7. Lastic
8. Lavastrie
9. Lorcières
10. Mentières
11. Montchamp
12. Paulhac
13. Roffiac
14. Ruynes-en-Margeride
15. Saint-Flour
16. Saint-Georges
17. Sériers
18. Soulages
19. Tanavelle
20. Les Ternes
21. Tiviers
22. Vabres
23. Val-d’Arcomie
24. Védrines-Saint-Loup
25. Vieillespesse
26. Villedieu